# Oncourt
Oncourt là một xã, nằm ở tỉnh Vosges trong vùng Grand Est của Pháp. Xã này có diện tích 3,94 km², dân số năm 1999 là 139 người. Xã này nằm ở khu vực có độ cao từ 310–377 m trên mực nước biển.
Dân địa phương tiếng Pháp gọi là Oncourtois.

## Biến động dân số
| 1962                                         | 1968 | 1975 | 1982 | 1990 | 1999 | 2006 |
| -------------------------------------------- | ---- | ---- | ---- | ---- | ---- | ---- |
| 101                                          | 107  | 84   | 111  | 123  | 139  | 164  |
| Số liệu từ năm 1962: Dân số không tính trùng |      |      |      |      |      |      |